# Florian Heft
Florian Heft (* 3. Januar 1990) ist ein deutscher Fußballschiedsrichter.

## Karriere
Heft ist hauptberuflich Bankkaufmann. Als Schiedsrichter ist sein Verein der SV Eintracht Neuenkirchen im Niedersächsischen FV. Heft ist seit 2011 DFB-Schiedsrichter.
In der 3. Liga war Heft erstmals 2012 aktiv. Dort erfolgte seine erste Spielleitung am 11. August 2012 bei einem Spiel zwischen dem Halleschen FC und der SpVgg Unterhaching. Zur Saison 2015/16 stieg er in den Schiedsrichterkader der 2. Bundesliga auf. Sein Debüt fand in der Partie Karlsruher SC gegen MSV Duisburg statt. Nach der Saison 2024/25 beendete Heft seine Karriere als Schiedsrichter und spezialisiert sich als Schiedsrichterassistent in der Bundesliga.